# スイス国鉄IC2000客車

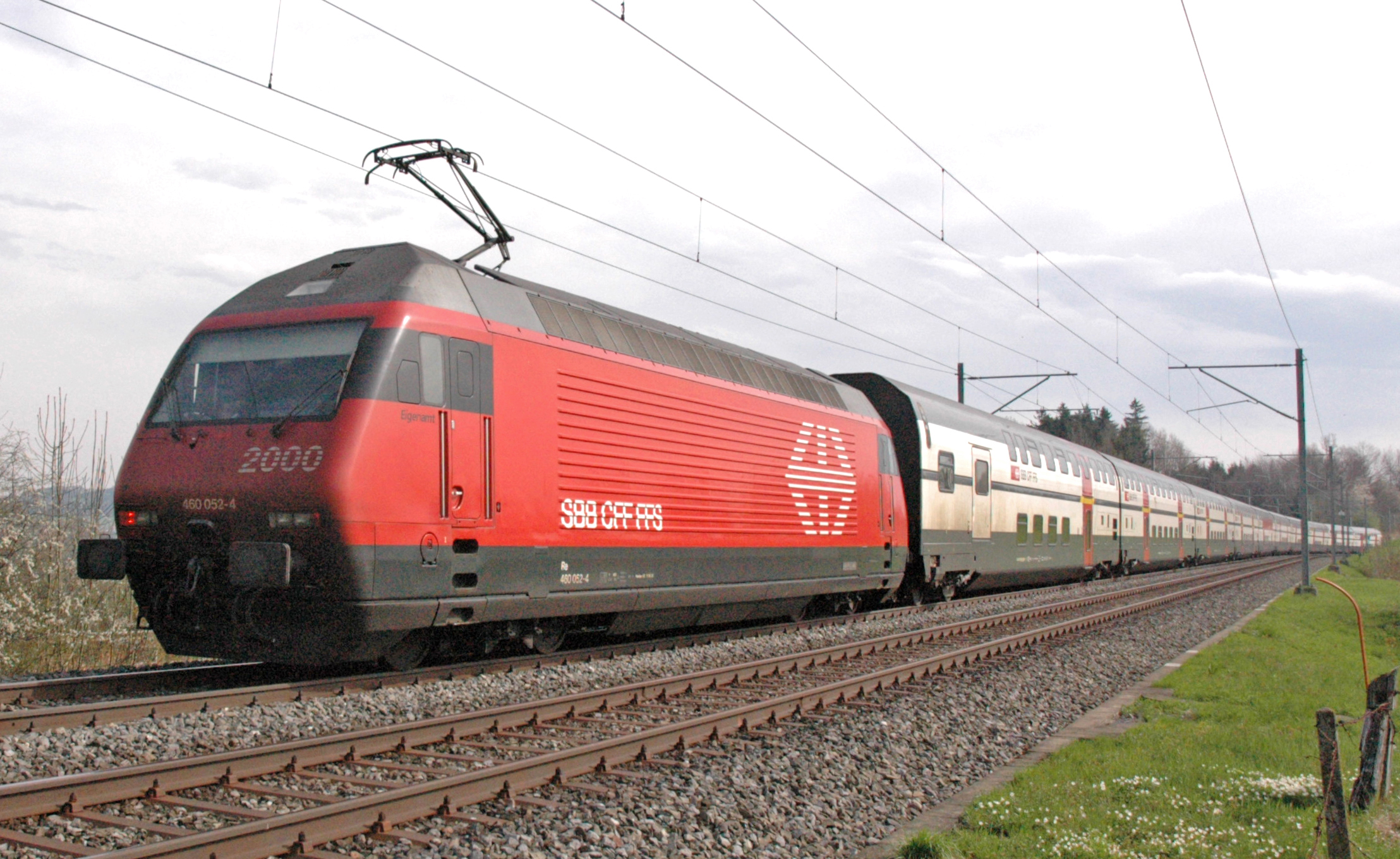
Re460形電気機関車が推進するIC2000形2階建客車によるインターシティ

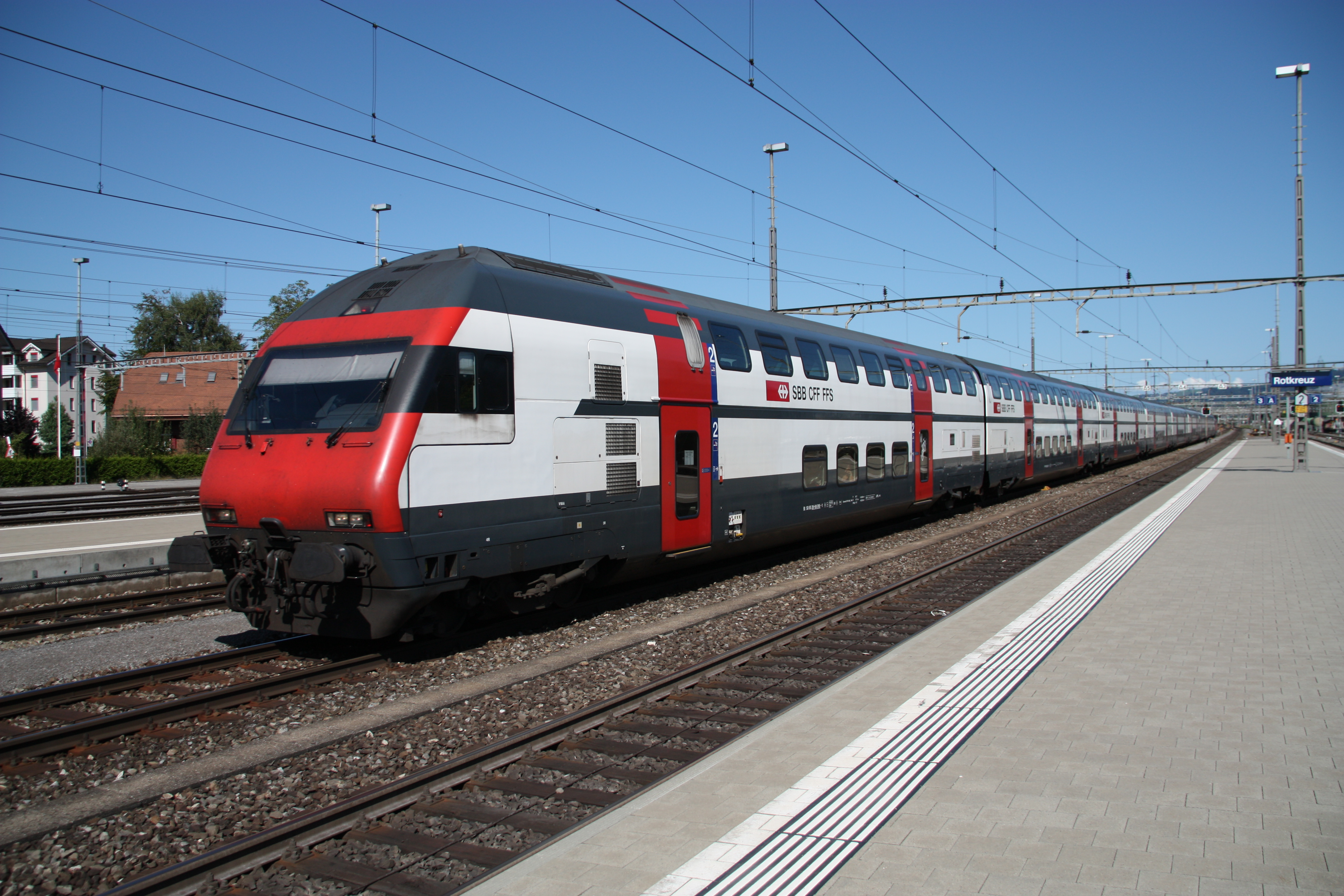
IC2000形客車によるチューリッヒ-ルツェルン間のインターレギオ

スイス国鉄IC2000客車（スイスこくてつIC2000きゃくしゃ）は、スイス連邦鉄道（SBB、スイス国鉄）の最高速度200km/hのインターシティ用2階建客車である。

## 概要
スイス国鉄が推進する高速化、接続の改善、車両の近代化などを柱とする鉄道網改良計画である「バーン2000計画」の要となる200km/h列車用としてRe460形電気機関車とともに製造されたもので、1997年から導入が開始された最高速度200km/hのスイス国内のインターシティおよびインターレギオ用の客車である。本形式はバーン2000計画で当初予定されていたプラットホームの延長工事を不要とするため、1両あたりの座席定員を確保して編成長を短く抑える目的から全車2階建てで設計されており、2等制御客車、2等客車、ビュフェ/2等車もしくは食堂車、1等客車、1等・荷物合造客車の5つの車種に分けられている。本形式は当初最終組み立てをSWPが、構体をFFAが、電機品をABBが製造を担当していたが、その後これらの後身のアドトランツおよびボンバルディア・トランスポーテーションが担当しており、台車の製造はFIAT-SIGおよびその後身のアルストムが担当して製造されているが、食堂車は2002-03年にビュフェ/2等車のBR 66-94 000-015号車から改造されたものである。各車の車番と車種、両数、製造年は以下の通り
- Bt 26-94 900–939 - 2等制御車 - 40両 - 1997-00年
- B 26-94 000–148 - 2等車 - 149両 - 1997-04年
- A 16-94 000–085 - 1等車 - 86両 - 1997-03年
- AD 86-94 000–039 - 1等/荷物車 - 40両 - 1997-00年
- BR 66-94 016–025 - ビュフェ/2等車 - 10両 - 2001年
- WRB 88-94 000–015 - 食堂車 - 16両 - 2000-01年

## 技術

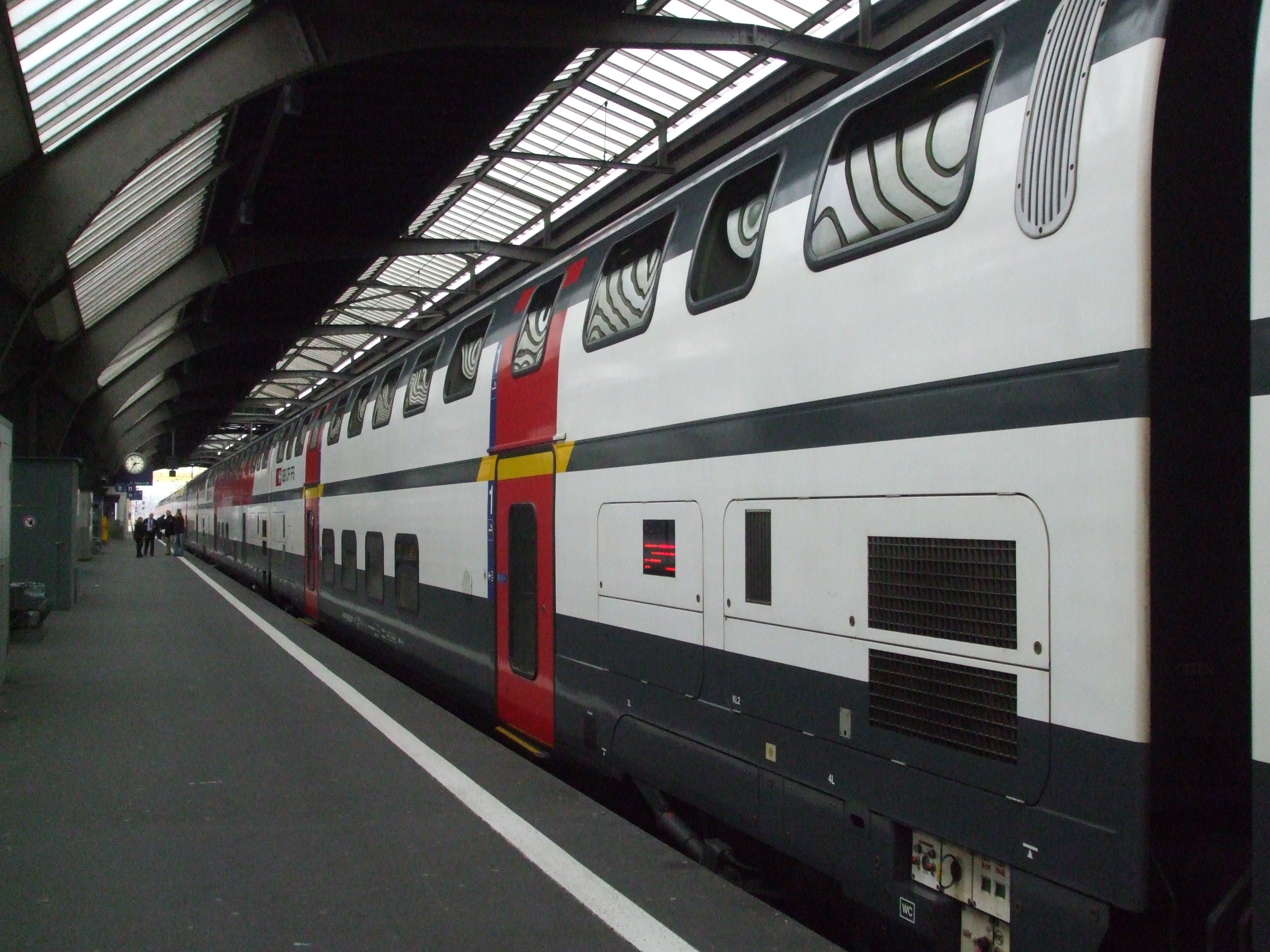
IC2000形客車の1等車、乗降扉は1階部分、貫通路は2階部分にあり台車上部は機器室となっている

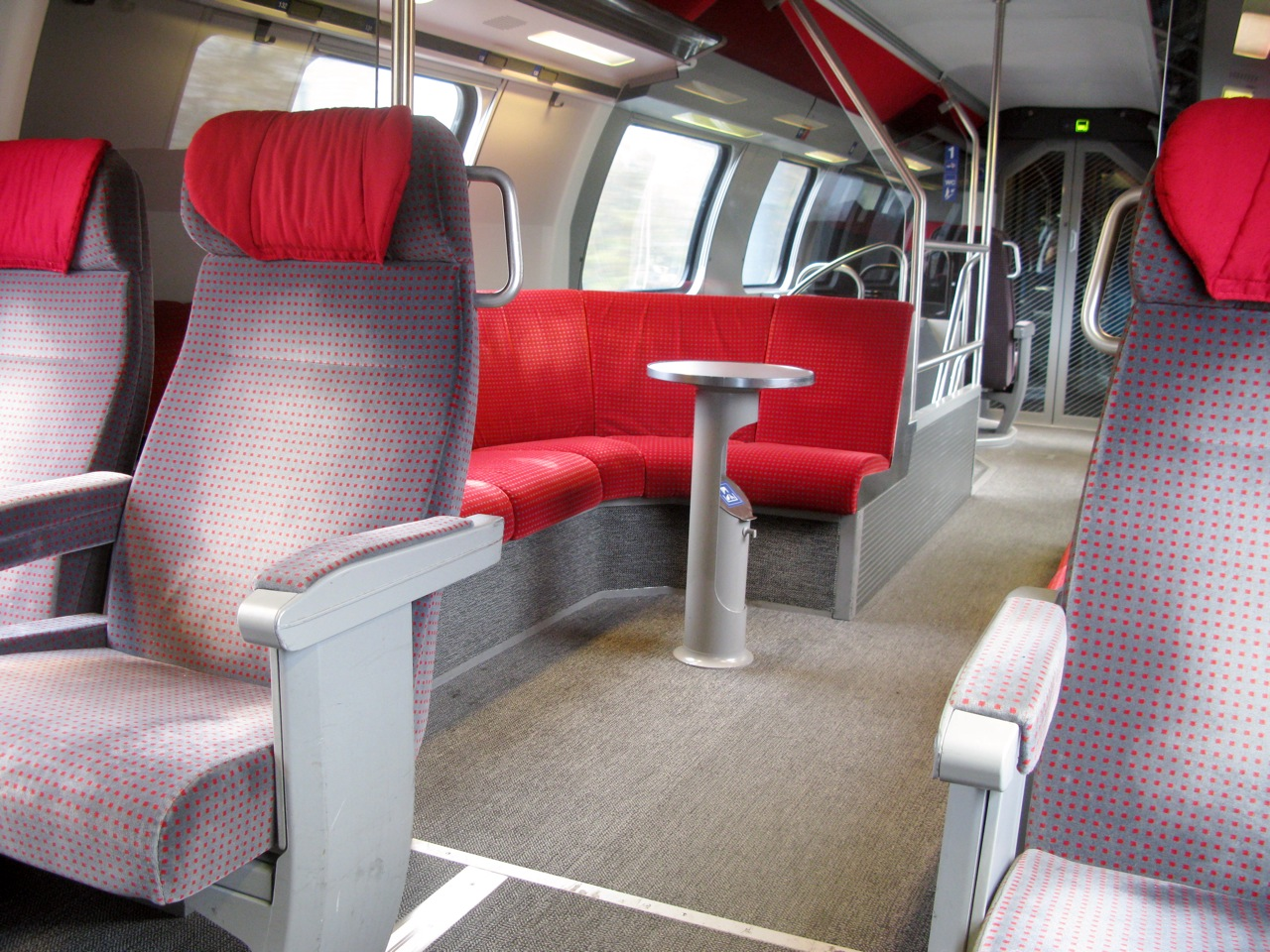
1等車2階室内、ラウンジシートの奥が階段

IC2000形はUIC規格の標準ねじ式連結器を備えており、他の形式の車両との連結は可能であるが、2階に貫通路があるという点で、ヨーロッパの他の2階建車両とは大きく異なり、その貫通路の規格がUIC標準に沿っていないために貫通路はつなぐことができない。また、車両限界がスイス国鉄の標準のものより拡大されているため、車両限界の改良工事が行われた路線にしか用いることができない。圧力対策の施された貫通路を備えているため、トンネルの中で対向列車とすれ違っても車内の気圧変化が生じない。2階は段差がなく、車内販売なども通常は2階を巡回している（1階からでも注文は可能である）。
制御客車にはRe460形およびその出力増強形であるBLS AGのRe465形を制御できる装置が搭載されている。この制御のために18芯のUIC伝送線か9芯のep伝送線を用いる必要がある。IC2000形の制御客車の代わりに、1階建のIC制御客車（ユーロシティ（EC）用の高速客車をベースにしたEinheitswagen IV編成用の制御客車）を用いることもできる。

### 車体
車体はアルミニウムで製造されており、全長は26800mmで、全高4595mm、全幅2835mmの大型車体断面として1階客室2000mm、2階客室2005mmの室内高を確保している。機器類は全て台車上部に搭載され、制御客車の運転室後部と台車上部が荷物室となっている1等/荷物合造客車の前位側車端部では屋根部にも機器が搭載されている。1階の床は特殊なゴムが敷き詰められており、2階の床はアルミニウムとガラス繊維の複合材料で、同時に1階の天井を形成する厚さ60mmのものである。窓には複層ガラスが用いられており、窓枠にはカーテンレールが組み込まれている。壁の化粧板には破壊行為、スクラッチ行為への対策がなされている。1階には窓のないトイレが設置されている。1階にある有効幅1400mmの片開式プラグドアから床面高550mmのデッキに入ると車端側に2階へ上る階段があり、床面高450mmの1階室へはスロープでつながっている。ほとんどの座席は対面配置であり、2等車では2+2列でシートピッチ1840mm、1等車では2+1列配置でシートピッチ2050mmとなっているほか、ドア上に位置する2階の座席はラウンジシートと呼ばれる席になっており、車体長手方向に設置された座席の下にドアエンジンが設置されている。

### 走行装置
H形フレーム構造の空気ばねを備えたFIAT-SIG社製台車が用いられている。ブレーキ装置は、各車軸にディスクブレーキを備える他、空気圧で作動する渦電流式レールブレーキも備えている。応荷重制御は空気ばねが動作している時のみ作動する。

### 電気関係の装備
電力は機関車から暖房用引通線を通じて交流1000V 16.7Hzで供給される。この引通線により、水冷式のコンバータとラジエーターおよび電気ヒーターを稼動する。コンバータは、36V400AHの4つのバッテリーの充電も行う。電力と圧縮空気の供給は車上コンピュータにより制御され、編成中の他の車両からもTCNという制御ネットワークを通じて操作することができる。

### 圧縮空気とトイレ
AC1000V 16.7Hzで駆動される電動空気圧縮機からはブレーキと台車の空気ばね、ドアエンジンとトイレへ圧縮空気が供給される。
トイレは空気圧変動対策のため真空式を採用しており、汚物タンクが一杯になったり故障を検知したりすると自動的に扉にロックが掛かる機構を備えている。トイレは全車1階部分に設置されており、2等制御客車と1等客車には1箇所、2等客車には2箇所備えられるほか、1等/荷物合造客車には身障者用トイレが備えられている。

### 空調
エアコンは配管式になっており、2つの配管により1階も2階も共に最適な温度に制御できるようになっている。  室内温度の基準値は22度に設定されており、列車の乗務員によりプラスマイナス2度の範囲で調整することができる。外が極端に暑い、または寒い日には、スイス国鉄の基準に沿って調整される。
1等客車、2等客車、食堂車には2つのエアコンが搭載されており、1等/荷物合造客車には1つ搭載されている。2等制御客車では1つのエアコンに加えて分離式のエアコンが搭載されている。

## 車種

### 2等制御客車（Bt）

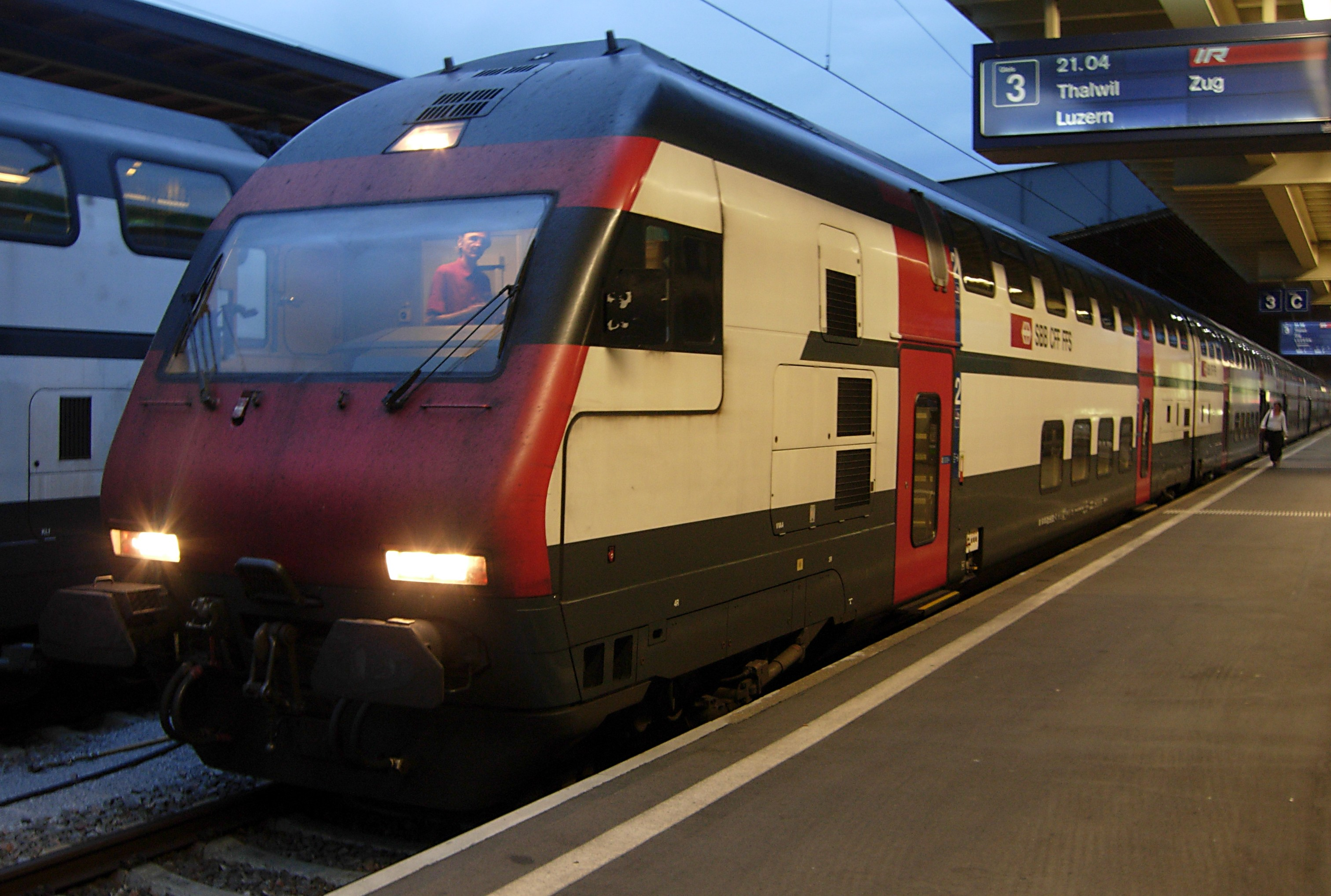
IC2000形の制御客車、チューリッヒ中央駅

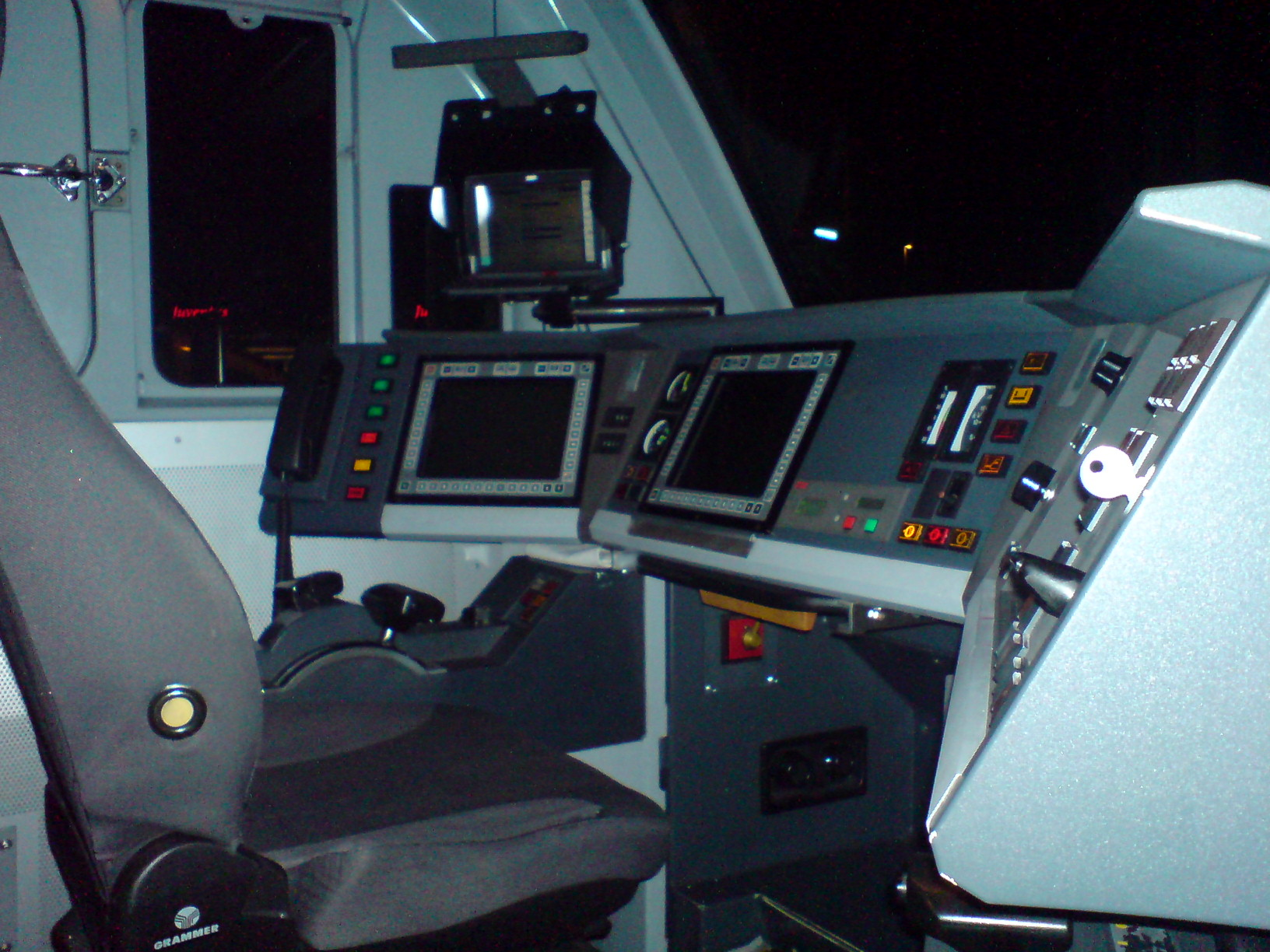
Re460形とほぼ同一の運転席

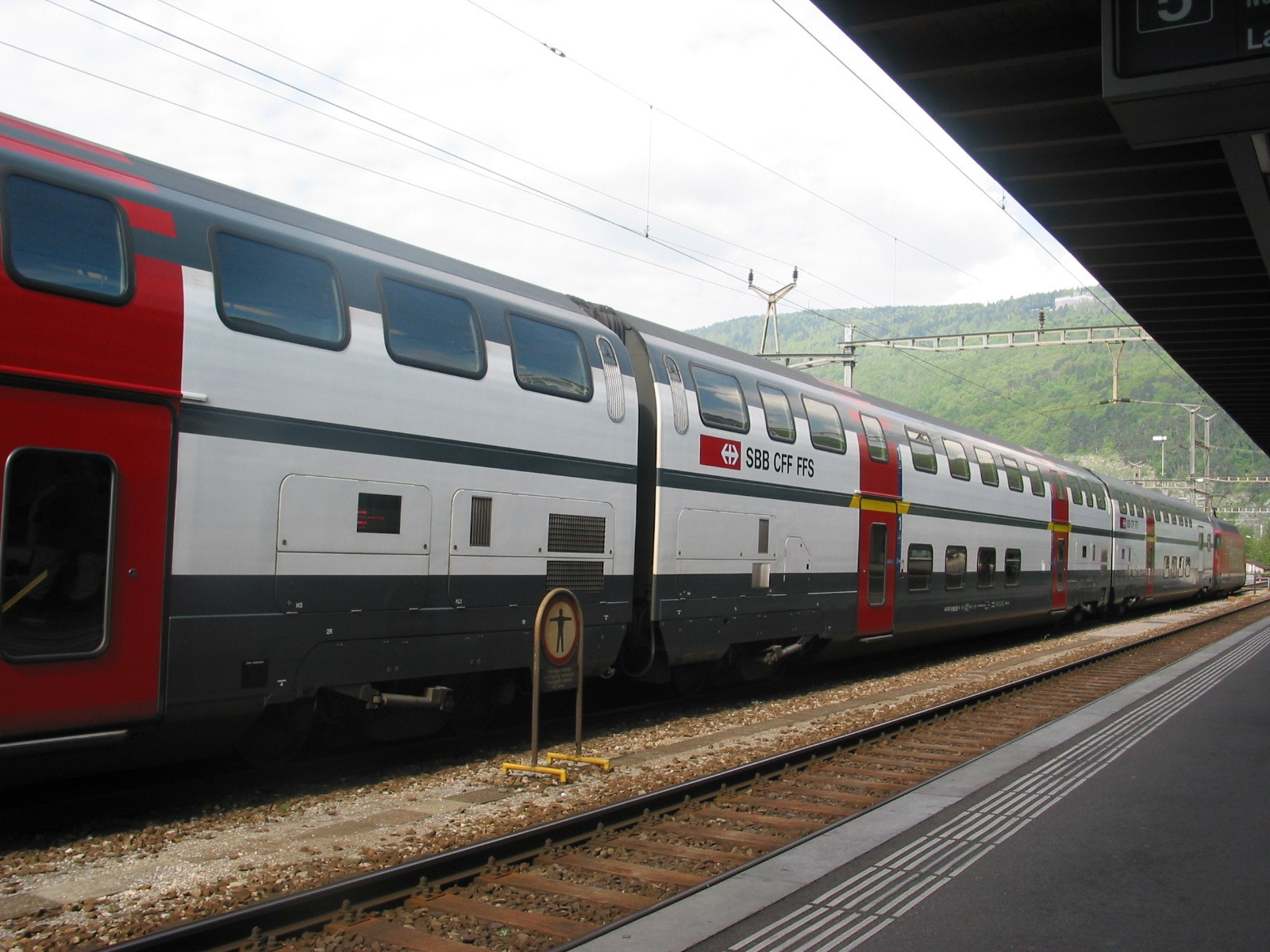
奥からRe460形、1等/荷物合造客車、1等客車、2等車の編成

2等制御客車は座席数98で、製造当初から禁煙車となっている。1階には、自転車と荷物用の多目的室があり、冬期には自転車の固定具の代わりにスキー用具の固定具が装備される。また、Bt 26-94 920-939号車の20両の制御客車の2階には遊戯コーナーが備えられており、テーマはグロビ（Globi: スイスの漫画キャラクター en:Globi）、恐竜、宇宙空間などとなっている。遊戯コーナーのある車両は外部の白いストライプの中に青帯が入っている。2階の窓は両側とも10、1階の窓は片側は5つ、もう片側は4つである。

### 2等客車（B）
2等客車は座席数126で、2005年終わりまで2階の3分の1は喫煙席にする計画であった。このためにガラスの仕切り壁と扉が設置されていたが、これは撤去されている。2階の窓は14、1階の窓は5つである。

### ビュッフェ・食堂車（BR/WRB）
この車種には内装が2種類ある。製造当初は1階部分でバーを営業するビュフェ車（BR）のみが用意されていたが、ジュネーヴ - ベルン - チューリッヒ - ザンクト・ガレンの東西系統の乗客からの苦情を受けて、2階での供食サービスを行う食堂車（WRB）に16両が改造されており、10両がビュフェ車のままで残されている。車体は1等客車をベースにしているが、片方のドアのみが乗客用で、もう片方のドアは食材などの積み込み専用となっている。
2階の窓は13、1階の窓は片側が5つでもう片側が4つである。
車体の塗装は横の白いストライプ部分に、食堂車はドア間の2階部分に赤い帯が入っており、ビュフェ車は1階部分に赤い帯が入っている。

### 1等客車（A）
1等客車は座席数86で、2等客車と同じように2005年終わりまで2階の3分の1は喫煙席にする計画でガラスの仕切り壁および扉が設置されていたが、既に撤去されている。2階の窓は13、1階の窓は片側が5つでもう片側が4つである。

### 1等/荷物合造客車（AD）
1等/荷物合造客車は座席数61で、製造当初から禁煙車となっている。2階の窓は10、1階の窓は両側に4つである。これに加えて荷物室部分に両側に1つずつ窓がある。
乗客用のドアは1箇所で、荷物用ドアは鉄道関係者専用である。1階部分には身障者用トイレと車椅子スペースがある。荷物室側に、1階の客室・荷物室から2階の客室・車掌室に通じる車内販売用のエレベータが備えられており、荷物室内に車販準備室がある。
1等/荷物合造車の2階は、後に全車両でビジネスコンパートメントに改装された。この改装によって8つのテーブルと座席にコンセントが設置され、もともと64席あった座席のうちの車掌室に通じるドアに近い、他と離れた3席が撤去されてクロークルームと追加の荷物置き場が設置され、蓋付きのコンセントが2つ設置された。

## 運用

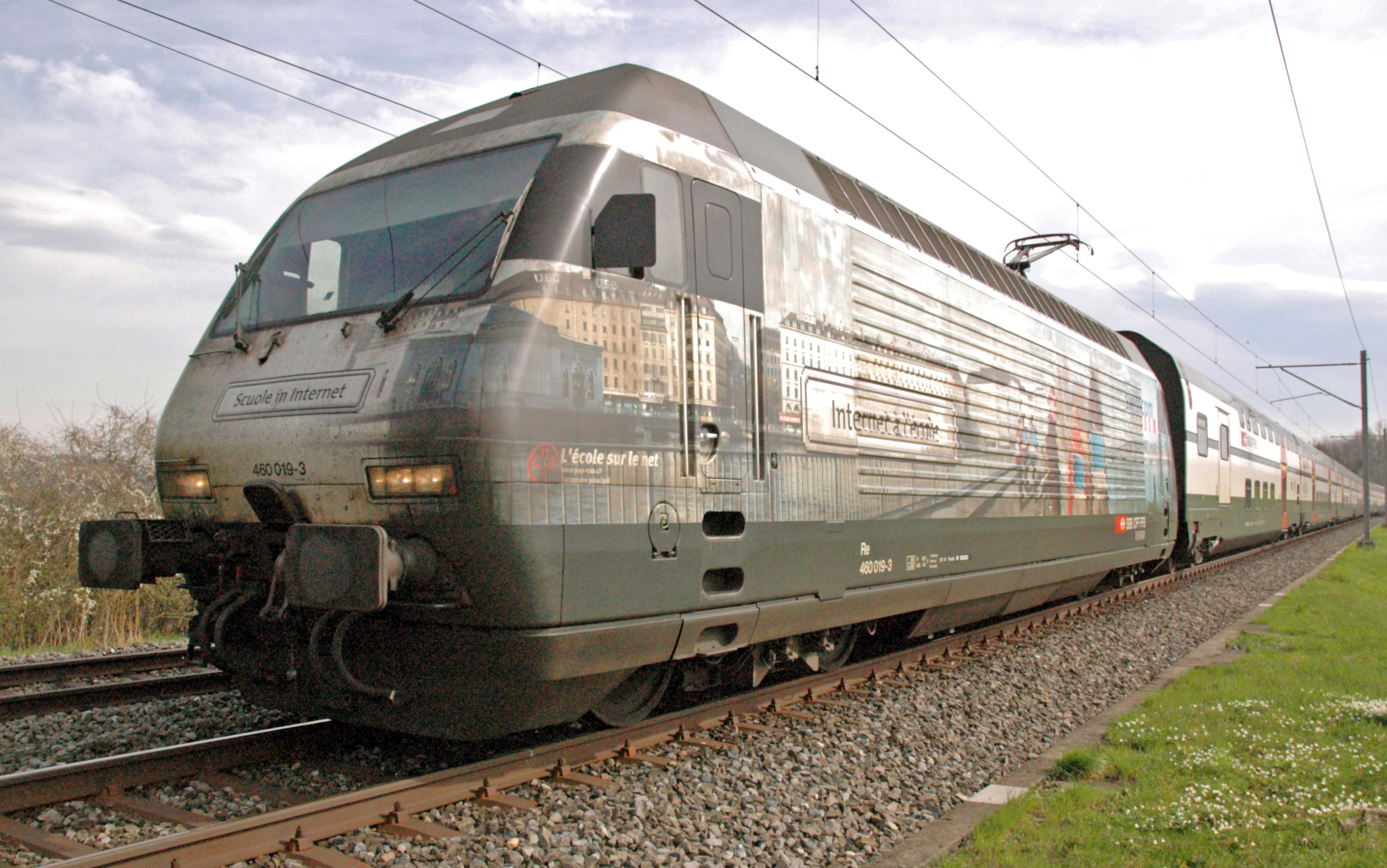
車体広告入りRe460形電気機関車とIC2000客車

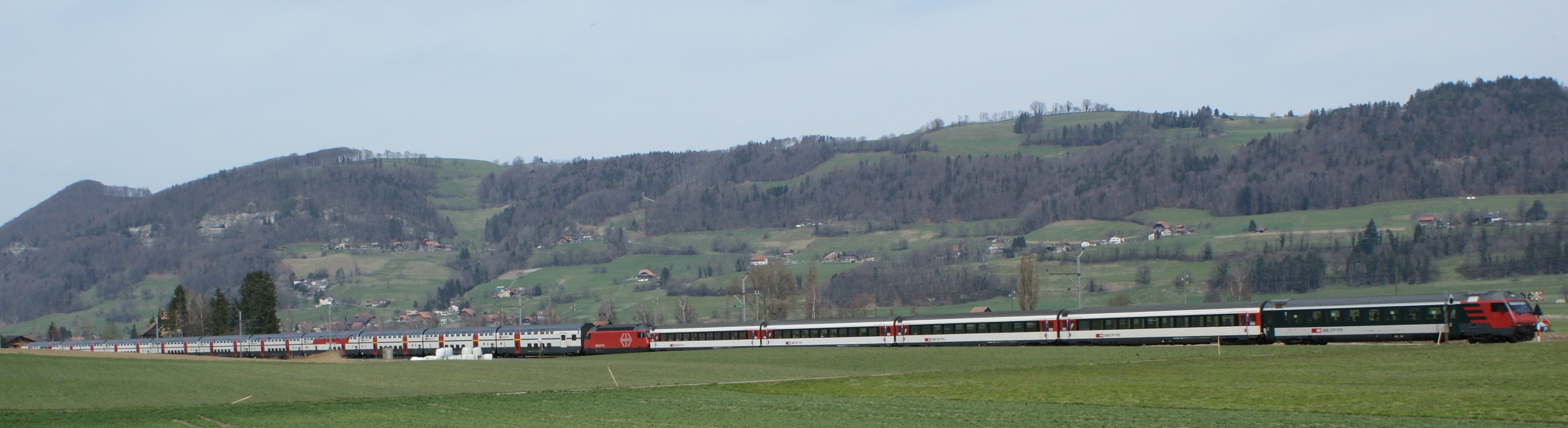
IC2000客車にEW IV系客車を増結したベルン - ブリーク間のインターシティ

最初の運用路線はルツェルン - チューリッヒ - チューリッヒ空港間のインターレギオであり、その後順次ベルン-オルテン間のマットシュテッテン-ロートリスト新線や、アルプトランジット計画による新しいレッチュベルクベーストンネルを含む主要路線での運行で使用されるようになり、例えばチューリッヒ-ベルン間のインターシティ列車はそれまでの所要69分、表定速度106km/hから200km/h運転の高速新線経由で所要56分、表定速度126km/hにスピードアップされている。なお、高速新線での最高速度は、当初は信号設備等の関係で160km/hであったが、2007年12月よりETCS level2対応となって200km/h運転が開始されたものであり、最急勾配13パーミルのレッチュベルクベーストンネルでは2007年12月の開業時より本形式をRe460形が牽引するインターシティは200km/h運転となっている。
IC2000客車は牽引機としてRe460形がほぼ専用機として使用され、10両編成程度を標準に使用されているが、多客時などの増結用として、EW IV系のBt 28-94 900-959制御客車および制御用引通線追加改造車もしくは200km/h対応改造車が使用されている。
なお、IC2000は車両限界が拡大されているため、運用できる路線が限られており、以下の路線では運用不可とされている。
- ジュラシュードフス線（イヴェルドン - ローザンヌ間、イヴェルドンの鉄橋より先）、
- ゴッタルドトンネルからティチーノ州（Ticino）方面（ロートクロイツ（Rotkreuz）、ツーク（Zug）、ルツェルン以遠）
- レッチュベルクトンネル[12]区間（フルティゲン以遠、シンプロンルートまで）
- エントレブッフ
- ブロワイエ線（イヴェルドン - フリブール間を含む）
- ウツナハ（Uznach） - ザンクト・ガレン間
- ビショフスツェラー線
- ゼータル線
- テーシュタル線とジュラ州の全ての路線

なお、これらの路線でも部分的に臨時の運用に入ることがあり、2階建車両のアピールのためにイベントで通常走行しない区間を走行することもある。また、スイス国鉄に属していない路線では以下の区間で入線が認められている。
- スイス南東鉄道[13]のうち、旧ボーデンゼー・トゲンブルク鉄道[14]以外の区間
- BLSのロスシェウゼルン - ベルン - ギュルベタル - シュピーツ - インターラーケン間とシュピーツ - フルティゲン間、レッチュベルクベーストンネル区間

2007年12月のダイヤからは、レッチュベルクベーストンネルを通ってヴァレー州（Valais）への入線が可能となった。
2008年ダイヤでのRe460形とIC2000客車によるインターシティおよびインターレギオの運行区間は以下の通り。
- ザンクト・ガレン - チューリッヒ - ベルン - ローザンヌ - ジュネーヴ - ジュネーヴ・コアントラン国際空港
- ロマンスホルン - チューリッヒ - ベルン - ブリーク
- インターラーケン - ベルン - オルテン - バーゼル（一部の運用）
- ビール/ビエンヌ - ベルン
- ルツェルン - チューリッヒ（ - チューリッヒ空港）
- ベルン - ブルグドルフ - オルテン
- バーゼル - チューリッヒ空港（一部の運用）
- バーゼル - チューリッヒ（ - クール）

ベルン - ビール間の列車の編成は、マットシュテッテン-ロートリスト新線（Neubaustrecke Mattstetten Rothrist）経由でオルテン方面への列車の予備車となっている。このため、場合によってはそれ以外の臨時の編成によって運転されることもある。